# 梅伍德 (伊利诺伊州)
梅伍德（Maywood），或译梅坞，是美国伊利诺伊州库克县的一个村庄，可以算作芝加哥的郊区，1869年建立，人口约2万。 洛约拉大学医学中心位于此地。